# بشرانيات
البشرانيات أو القردة العليا أو شبيه بالإنسان (باللاتينية: Hominidae) التي يعرف أعضاؤها بالقردة الكبرى أو العليا هي قردة ضخمة الحجم عديمة الذيل، وهي عائلة تصنيفية من الرئيسيات التي تتضمن ثمانية أنواع موجودة في أربعة أجناس: إنسان الغاب، إنسان الغاب البورنيوي، إنسان الغاب السومطري، إنسان الغاب التابانولي، الغوريلا الغربية، الغوريلا الشرقية، الجبون، الشمبانزي الشائع والبونوبو والبشراني التي تضم الإنسان العاقل وأقربائه المنقرضين (إنسان نياندرتال إلخ) وأسلافه كالإنسان المنتصب.
تسببت التنقيحات العديدة لتصنيف القردة العليا في تنوع استخدام المصطلح مع الوقت. يشير المعنى الأصلي إلى البشر فقط وإلى أقرب أقربائهم المنقرضين. أصبح هذا المفهوم المقيد مفترض إلى حد كبير بمصطلح «أشباه البشر» الذي يشمل كل أنواع السلالات البشرية بعد الانفصال عن الشمبانزي (البان). يشمل المعنى الحالي في القرن الواحد والعشرين لمصطلح القردة العليا جميع القردة العظيمة بما في ذلك البشر. لا يزال هناك تنوع في الاستخدام ومع ذلك فلا يزال بعض العلماء والأشخاص العاديين يستخدمون المصطلح بمعناه التقليدي الأصلي، يُظهر الأدب العلمي عموماً أنه بقي هذا المعنى التقليدي قيد الاستخدام حتى نهاية القرن الحادي والعشرين.
هناك عدد من الكائنات الحية والمنقرضة المعروفة ضمن تصنيف القردة العليا أي أن الأحافير والأجناس مجموعة مع البشر والشمبانزي والغوريلا ضمن فئة القردة العليا الفرعية بينما يصنف الآخرون مع إنسان الغاب ضمن عائلة البونجينا الفرعية. عاش أحدث سلف مشترك للقردة العليا ما يقارب 14 مليون عام وذلك عندما انشق أسلاف إنسان الغاب عن خط الأجداد من الأجناس الثلاثة الأخرى. كان أسلاف عائلة القردة العليا منشقين بالفعل عن عائلة الجيبون وذلك منذ حوالي 15 إلى 20 مليون عام.

## التطور والتصنيف
في أوائل العصر الميوسيني أي منذ حوالي 22 مليون عام كان هناك العديد من الأنواع المتأقلمة بشكل شجري من نسناسيات نازلة الأنف البدائية من شرق إفريقيا، يشير التنوع إلى تاريخ طويل من التنويع السابق. تتضمن الحفريات التي تعود إلى 20 مليون سنة مضت قطع تنسب إلى فيكتوريابيثيكوس وهو أقدم قرد في العالم. تشير الدلائل الجزيئية إلى أن سلالة الجيبونات أو القردة الصغرى قد انحرفت عن القردة العظيمة منذ حوالي 12 إلى 18 مليون عام وأن قردة البونجوتان (فصيلة البونجينا) كانت متباعدة عن القردة العليا الأخرى بحوالي 12 مليون عام. لا توجد أحافير توثق بوضوح أصل الجيبونات والتي ربما قد تكون نشأت ضمن جمهرة جنوب شرق آسيوية لا تزال غير معروفة إلا أن أحافير قردة الغابة الأولية التي يعود تاريخها إلى 10 ملايين عام لا تزال تمثل من خلال السيفابثيكوس من الهند والجرفوبيثيكوس من تركيا.
يمكن تمثيل الأنواع القريبة من آخر سلف مشترك للغوريلا والشمبانزي والبشر بحفريات ناكاليبيثيكوس الموجودة في كينيا وأورانوبيثكس الموجودة في اليونان. تشير الدلائل الجزيئية إلى أنه منذ حوالي 4 إلى 8 ملايين عام انفصلت الغوريلا أولاً (جنس الغوريلا) ثم الشمبانزي (جنس البان) عن الخط المؤيد إلى البشر. يشبه الحمض النووي للبشر بنسبة 98.4% منه الحمض النووي للشمبانزي وذلك عند مقارنة الأشكال المتعددة للنيوكليوتيدات. مع ذلك فإن السجل الأحفوري للغوريلا والشمبانزي محدود، من المحتمل أن كلاً من الحفظ السيئ (تربة الغابات الماطرة تميل لأن تكون حمضية وحالة للعظم) والتحيز في جمع العينات قد ساهم في هذه المشكلة.
ربم تكيفت أشباه البشر الأخرى مع البيئات الأكثر جفافاً خارج الحزام الاستوائي الإفريقي وهناك واجهوا الظباء والضباع والفيلة وغيرها من الأشكال التي أصبحت متكيفة مع البقاء على قيد الحياة في السافانا شرق أفريقيا ولا سيما في مناطق الساحل وسيرينجيتي. تقلص الحزام الاستوائي الماطر بعد حوالي 8 ملايين عام وهناك القليل من الأدلة الأحفورية على انحراف سلالة القردة العليا عن الغوريلا والشمبانزي وقد كان يعتقد بأن الانحراف حصل في ذلك الوقت تقريباً.

## الأقارب الأحفورية والمتبقية للبشر
كما ذكرنا فإن القردة العليا هو الاسم الذي أطلق في الأصل على عائلة البشر وأقربائهم المنقرضين القريبين مع القردة العظيمة الأخرى (كإنسان الغاب والغوريلا والشمبانزي) التي يتم وضعها جميعاً ضمن عائلة منفصلة وهي عائلة البونجيدا. مع ذلك فإن التعريف قد جعل من البونجيدا في نهاية المطاف شبه عرق لأنه هناك نوع واحد على الأقل من القردة العظيمة (الشمبانزي) التي أثبتت بأنها أكثر قرابة إلى الإنسان من القردة العظيمة الأخرى. يشجع معظم خبراء التصنيف اليوم على المجموعات أحادية النمط الخلوي وهذا يتطلب في هذه الحالة أن يقتصر استعمال البونجيدا على المجموعات وثيقة الصلة حصراً. وهكذا فإن العديد من علماء الأحياء الآن البونجيدا على أنهم تابعين لعائلة القردة العليا. يتبع التصنيف الموضح هنا المجموعات أحادية النمط الخلوي وفقاً للفهم المعاصر للعلاقات بين البشر والقردة العليا.
البشر والأقارب المقربين كأشباه البشر والغوريلا يشكلون فصيلة فرعية لفصيلة الإنسانيات (يتجه عدد قليل من الباحثين إلى حد نسب الشمبانزي والغوريلا إلى جنس الهومو مع البشر) ولكن هذه الأقارب الأحفورية أكثر صلة بالبشر من الشمبانزي الذين يمثلون الأفراد المقربين بشكل خاص من الفصيلة البشر ودون تعيين فئات فرعية أو قبلية بالضرورة.
لقد تم دراسة العديد من القردة العليا المنقرضين لفهم العلاقة بين البشر المعاصرين والقردة العليا الحية الأخرى. المعايير الدقيقة للعضوية ضمن فصيلة أشباه البشر في ظل الفهم الحالي للأصول البشرية ليست واضحة ولكن يشمل التصنيف عموماً تلك الأنواع التي تشترك في أكثر من 97% من حمضها النووي مع الجينوم البشري الحديث وتظهر القدرة على اللغة أو على ثقافات بسيطة بعيداً عن «أسرتها المحلية» أو جماعتها. نظرية مفهوم العقل التي تتضمن مدارك مشابهة كالتعاطف أو إسناد الحالة العقلية وحتى الخداع العاطفي هي معيار مثير للجدل إذ أنها تميز الإنسان البالغ وحده ضمن القردة العليا. يكتسب البشر هذه القدرة بعد حوالي أربع سنوات من الحياة في حين لم يثبت تطوير الشمبانزي أو الغوريلا لأية نظريات ذهنية. هذا هو الحال أيضًا بالنسبة لبعض قرود العالم الجديد خارج عائلة القردة العظيمة مثل قرود الكبوشيون.
مع ذلك فحتى دون القدرة على اختبار ما إن كان لدى الأعضاء الأوائل في فصيلة أشباه البشر (كالإنسان المنتصب وإنسان النياندرتال) نظرية ذهنية فمن الصعب تجاهل أوجه الشبه المشاهدة بين أقربائهم الأحياء. أظهر إنسان الغاب التطور الثقافي القابل للمقارنة بالشمبانزي والبعض يقول بأن إنسان الغاب قد حقق المعيار المتعلق بمفهوم نظرية العقل.

## الملامح الجسدية

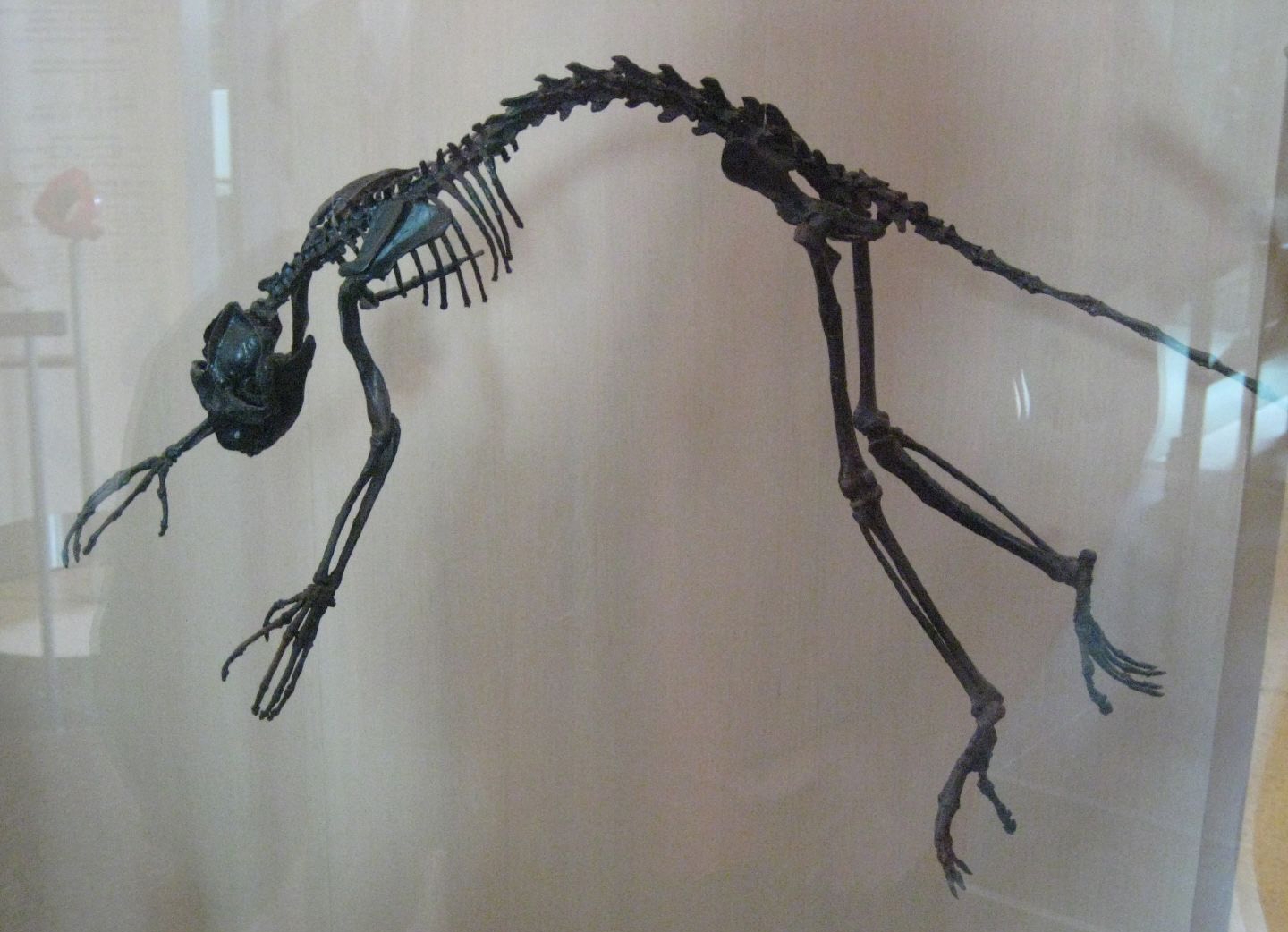
أحد الرئيسيات المبكرة منذ بداية فترة الفجرية، منذ حوالي 54-38 مليون سنة. المتحف الأمريكي للتاريخ الطبيعي.

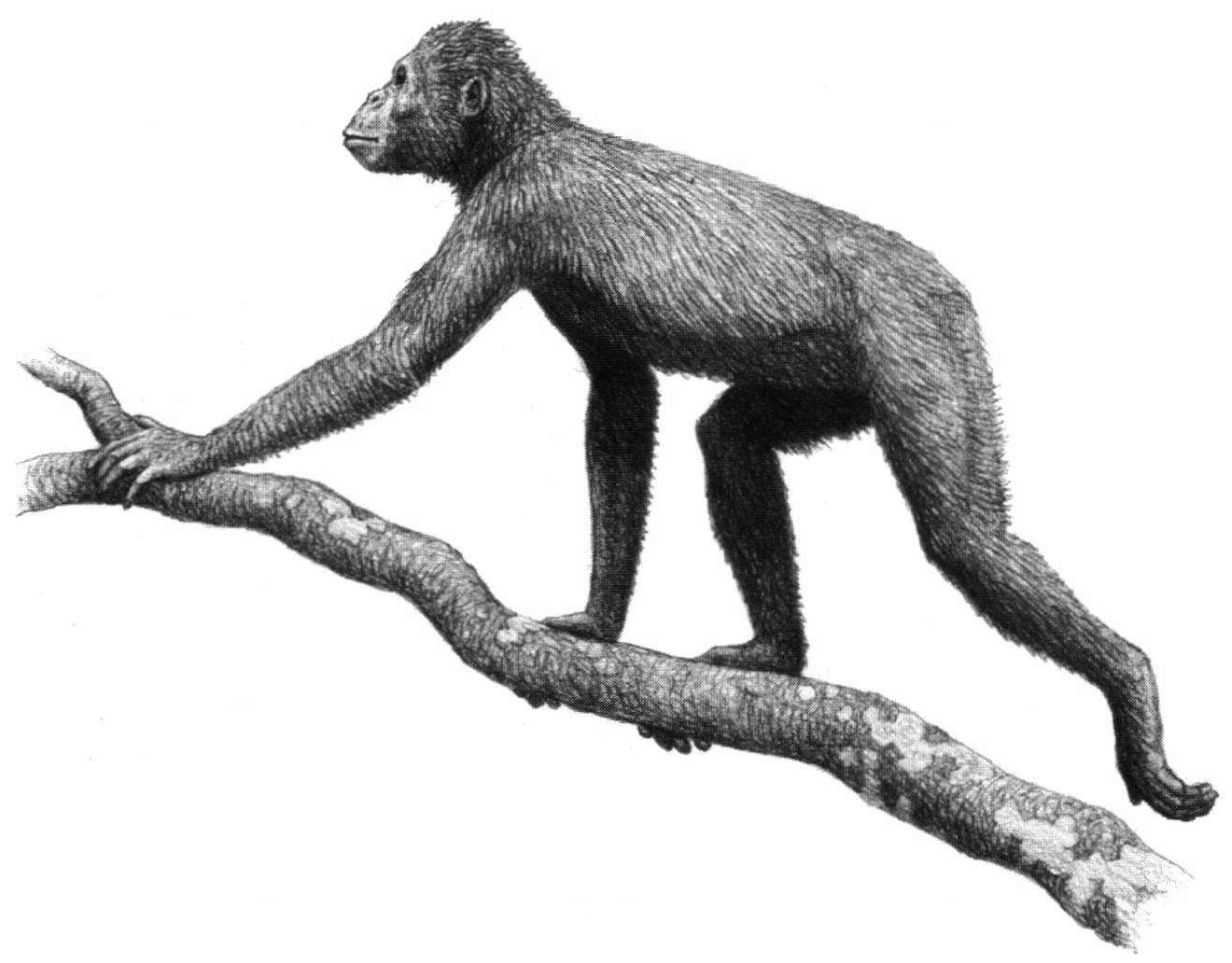
بروكونسول أفريكانوس هو جنس منقرض من الرئيسيات التي كانت موجودة منذ 21 إلى 17 مليون سنة خلال حقبة الميوسين.

القردة العليا ضخمة، رئيسيات عديمة الذيل، أحد أصغر كائنات النوع حجماً وهو البونوبو الذي يبلغ وزنه 30-40 كيلو غرام والأكبر هي الغوريلا الشرقية إذ يبلغ وزن الذكور حوالي 140-180 كيلو جرام. في جميع القردة العليا يكون الذكور محققين للحجم الوسطي، أضخم وأقوى من الإناث بالرغم من أن درجة تعدد الأشكال النسية تختلف من نوع إلى آخر. على الرغم من أن معظم الأنواع الحية تكون رباعية الأرجل غالباً إلا أنها جميعها قادرة على استخدام أيديها لتجميع المواد الغذائية ومواد التعشيش أو لاستخدام الأدوات في بعض الأحيان.
معظم الأنواع قارتة ولكن الفاكهة هي الطعام المفضل لمعظم المجموعات البشرية باستثناء البعض. يأكل الشمبانزي وإنسان الغاب الفاكهة في المقام الأول. عندما ينفذ مخزون الغوريلا من الفاكهة في أوقات معينة من السنة في مناطق معينة فإنها تلجأ إلى تناول البراعم والأوراق غالباً البامبو وهو نوع من العشب. لدى الغوريلا تكيفات قصوى للمضغ وهضم العلف منخفض الجودة لكنهم ما زالوا يفضلون الفاكهة عندما تكون متوفرة وغالباً ما يبذلون جهد كبير في العثور على الفواكه المفضلة بشكل خاص.
يعتمد معظم غذاء البشر منذ صورة العصر الحجري الحديث على الحبوب وغيرها من الأطعمة النشوية بما في ذلك الأطعمة المعالجة بشكل عالي فضلاً عن العديد من النباتات المدجنة الأخرى (بما في ذلك الفواكه) واللحوم. تتشابه أسنان القردة العليا مع أسنان قرود العالم القديم والجيبون بالرغم من أنها كبيرة الحجم بشكل خاص لدى الغوريلا.
الأفكاك والأسنان البشرية أصغر حجماً من تلك الموجودة لدى القردة الأخرى والتي قد تكون تكيفاً مع تناول الطعام المطبوخ منذ نهاية العصر الجليدي.
يستمر الحمل لدى القردة العليا من 8 إلى 9 أشهر ويؤدي إلى ولادة ذرية واحدة ونادراً توأم. يولد الغار عاجزين ويحتاجون إلى العناية لفترة طويلة من الزمن. مقارنة بباقي الثدييات الأخرى فإن القردة العليا تعاني من فترة مراهقة طويلة ولا تجتازها لبعد عدة سنوات ولا تصبح ناضجة تماماً إلا بعد مدة ثمانية إلى ثلاثين عاماً في معظم الأنواع (أطول لدى البشر). نتيجة لذلك تنجب الإناث مرة واحدة كل عدة سنوات ولا يوجد لديها موسم إنجابي ملحوظ.
تعيش الغوريلا والشمبانزي المشترك في مجموعات عائلية مكونة من خمسة إلى عشرة أفراد على الرغم من ملاحظة وجود مجموعات أكبر بكثير في بعض الأحيان. يعيش الشمبانزي في مجموعات أكبر تنقسم إلى مجموعات أصغر عندما تصبح الفاكهة أقل. عندما تتفرق مجموعات صغيرة من الشمبانزي في اتجاهات منفصلة للبحث عن الفاكهة فلن يعود بإمكان الذكور المهيمنة السيطرة عليهم وغالبًا ما تتزاوج الإناث مع ذكور تابعين. في المقابل فإن مجموعات الغوريلا تبقى معاً بغض النظر عن توافر الفاكهة. عندما يصعب العثور على الفاكهة فإنهم يلجؤون إلى تناول الأوراق والبراعم. نظراً لأن مجموعات الغوريلا تبقى معاً فإن الذكور يكونون قادرين على الاستئثار بإناث مجموعتهم. ترتبط هذه الحقيقة بتعدد الأشكال الجنسية لدى الغوريلا مقارنةً بالشمبانزي والذي هو أن الفرق في الحجم بين ذكور وإناث الغوريلا أكبر بكثير من الفرق في الحجم بين ذكور وإناث الشمبانزي. يسمح هذا لذكور الغوريلا بأن يسيطروا على الإناث جسدياً بشكل أكبر. تشتمل المجموعات لدى كل من الغوريلا والشمبانزي على ذكر واحد مهيمن وغالباً ما تغادر الإناث المجموعة بعد النضج.

## التصنيف

### المصطلحات

البشرانيات وأشباها.

تم تنقيح تصنيف القردة العليا عدة مرات في العقود القليلة الماضية؛ أدت هذه التنقيحات إلى استخدام متنوع لكلمة "أسلاف الإنسان" بمرور الوقت. يشير المعنى الأصلي للمصطلح إلى البشر وأقرب أقربائهم فقط - ما هو المعنى الحديث لمصطلح " أشباه البشر ". تغير معنى تصنيف بشرانيات تدريجيًا ، مما أدى إلى استخدام حديث لـ "hominid" يشمل جميع القردة العليا بما في ذلك البشر.
ينطبق عدد من الكلمات المتشابهة جدًا على التصنيفات ذات الصلة:
- يعتبر الإنسان، الذي يُطلق عليه أحيانًا القرد، عضوًا في عائلة القرود البشرية الفائقة : الأعضاء الموجودون هم الجبون ( القردة الصغرى ، عائلة Hylobatidae) وأشباه البشر.
- أسلاف الإنسان هو أحد أفراد عائلة بشرانيات، القردة العليا إنسان الغاب، الغوريلا، الشمبانزي والبشر.
- إن أشباه البشر هو عضو في الفصيلة الفرعية بشرانيات : الغوريلا والشمبانزي والبشر (باستثناء إنسان الغاب).

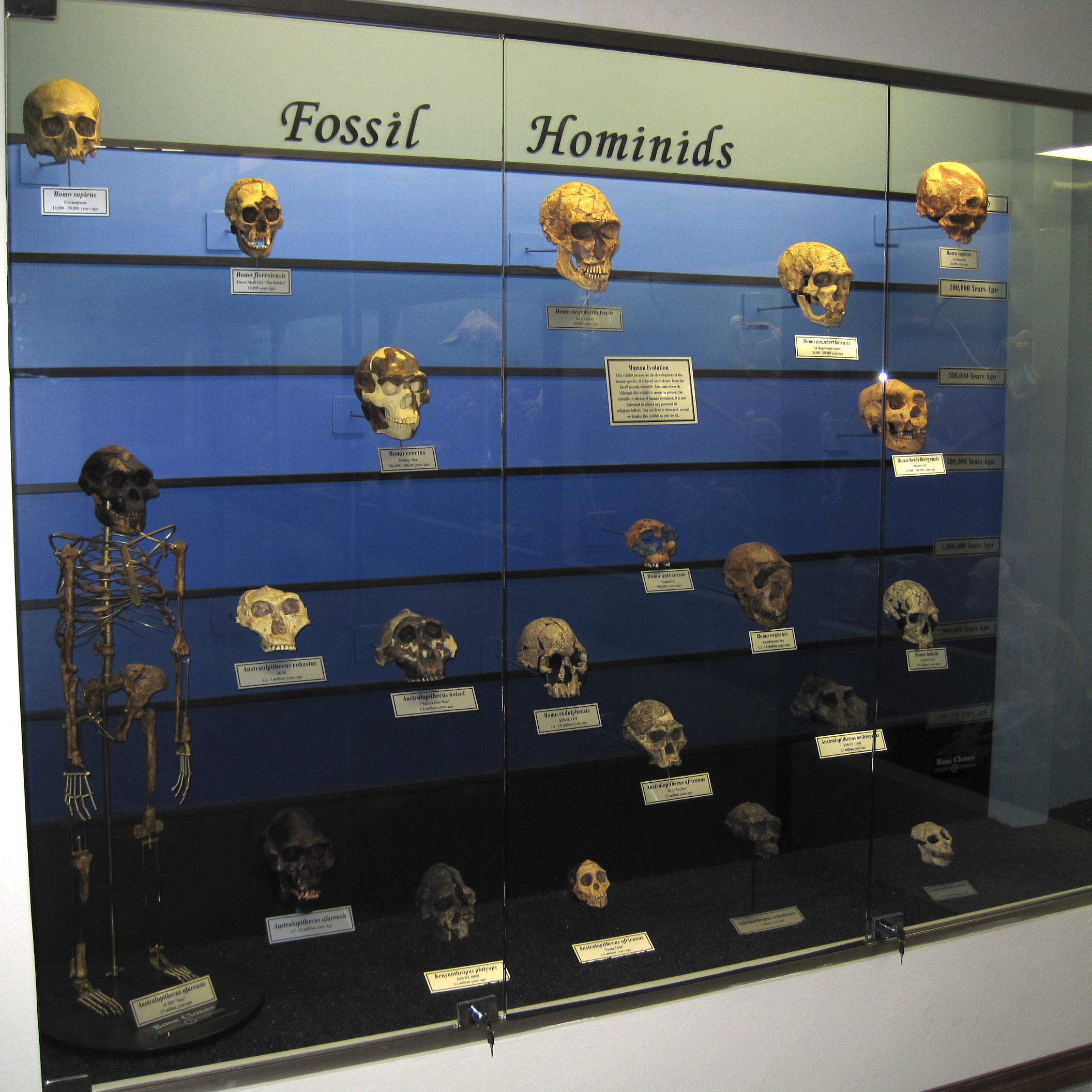
عرض أحفوري لجمجمة أسلاف الإنسان في متحف علم العظام.

- عرض أحفوري لجمجمة أسلاف الإنسان في متحف علم العظام.ينتمي أشباه البشر إلى قبيلة البشراناوية  : الشمبانزي والبشر.
- يمكن أن يكون أحد أشباه البشر، وفقًا لاقتراح وود وريتشموند (2000)، عضوًا في القبيلة الفرعية بشراناوية من قبيلة البشراناوات: أي البشر المعاصرين وأقرب أقربائهم، بما في ذلك أسترالوبيثيسينا، ولكن باستثناء الشمبانزي.
- الإنسان هو عضو في جنس هومو، والذي يعتبر هومو سابينس النوع الوحيد الموجود فيه، وضمن ذلك الإنسان العاقل هو النوع الفرعي الوحيد الباقي .

### الأقارب الموجودون والأحفوريون للبشر

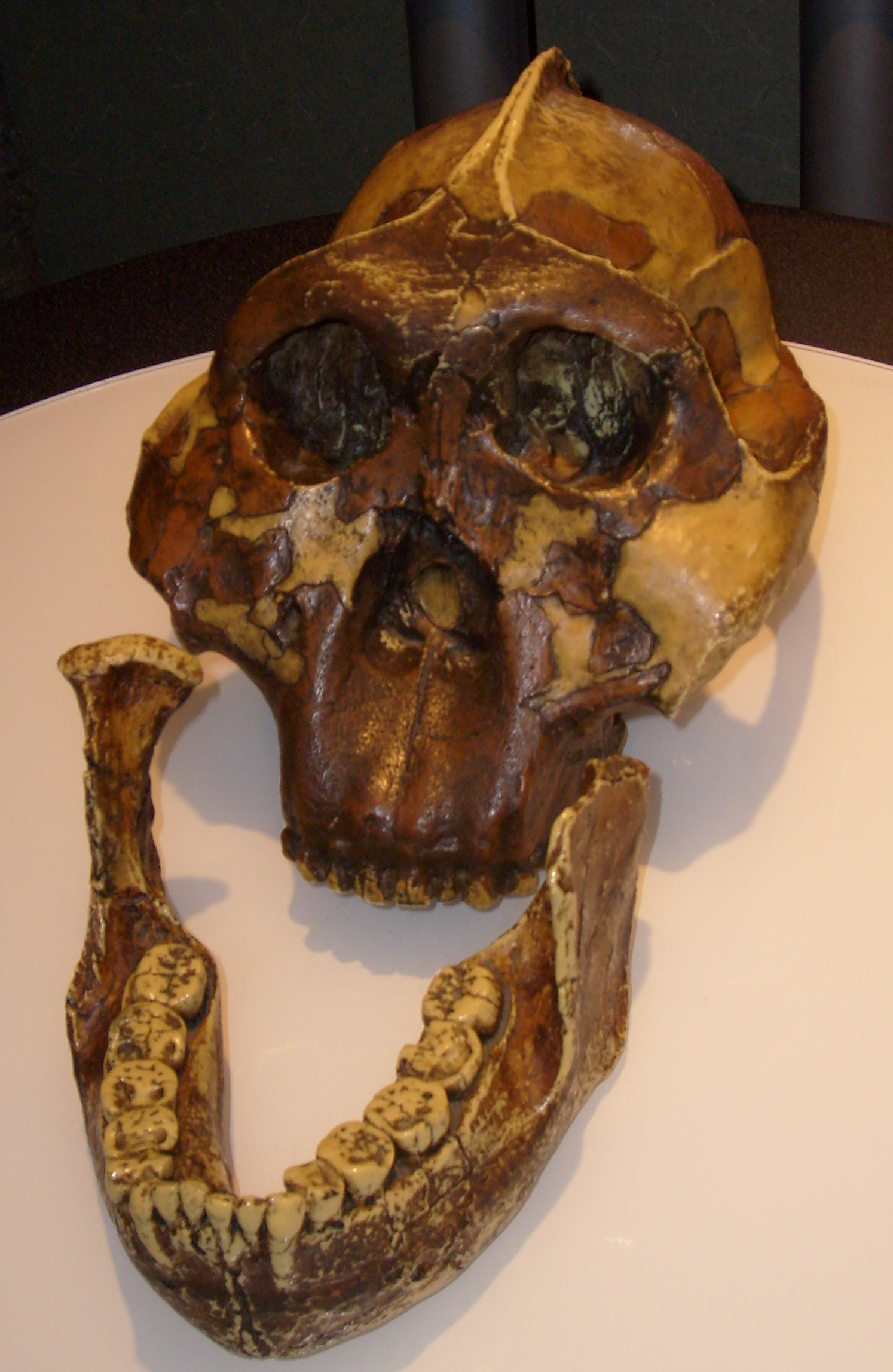
"رجل كسارة البندق" والذي عاش في شرق أفريقيا ما يقرب من 2 مليون عام مضت..

كان بشرانيات في الأصل الاسم الذي يطلق على عائلة البشر وأقاربهم (المنقرضين)، مع وضع القردة العليا الأخرى (أي، إنسان الغاب، الغوريلا والشمبانزي) جميعًا في عائلة منفصلة ، بونجوات. ومع ذلك ، فإن هذا التعريف جعل أشباه البونجوات في النهاية لأن نوعًا واحدًا على الأقل من القردة العليا (الشمبانزي) أثبت أنه وثيق الصلة بالبشر أكثر من القردة العليا الأخرى. يشجع معظم علماء التصنيف اليوم المجموعات أحادية النمط - وهذا يتطلب ، في هذه الحالة، أن يقتصر استخدام البونجوات على مجموعة واحدة مرتبطة ارتباطًا وثيقًا. وهكذا ، يقوم العديد من علماء الأحياء الآن بتعيين بونجو ( كعائلة فرعية بونجيات) لعائلة بشرانيات. يتبع التصنيف الموضح هنا المجموعات أحادية النمط وفقًا للفهم الحديث للعلاقات بين الإنسان والقرد العظيم.
يشكل البشر والأقارب، بما في ذلك القبائل البشراناوية و الغوريلات، الفصيلة الفرعية بشراناوات.  يذهب عدد قليل من الباحثين إلى حد الإشارة إلى الشمبانزي والغوريلا إلى جنس الإنسان مع البشر الأنواع المقربين بشكل خاص من الأسرة البشرية، ودون تحديد فئات فرعية أو قبلية بالضرورة.
تمت دراسة العديد من أشباه البشر المنقرضة للمساعدة في فهم العلاقة بين البشر المعاصرين وأشباه البشر الأخرى الموجودة. بعض أعضاء هذه العائلة المنقرضين هم جيجانتوبيثيكوسو اوررين و أرديبيثيكوس و كينيانثروبوس و أسترالوبيثيسينيس أسترالوبيثيكوس و بارانثروبوس.
المعايير الدقيقة للعضوية في قبيلة بشراني في ظل الفهم الحالي للأصول البشرية غير واضحة، ولكن التصنيف يشمل عمومًا تلك الأنواع التي تشترك في أكثر من 97٪ من حمضها النووي مع الجينوم البشري الحديث، وتعرض القدرة على اللغة أو ثقافات بسيطة خارج "عائلاتهم المحلية" أو الفرقة. نظرية العقل المفهوم - بما في ذلك قدرات مثل التعاطف، وإسناد الحالة العقلية، وحتى الخداع التعاطفي - هو معيار مثير للجدل. إنه يميز الإنسان البالغ وحده بين البشر. يكتسب البشر هذه القدرة بعد حوالي أربع سنوات من العمر، بينما لم يثبت (ولم يتم دحضه) أن الغوريلا أو الشمبانزي يطورون نظرية للعقل. هذا هو الحال أيضًا بالنسبة لبعض قرود العالم الجديد خارج عائلة القردة العليا ، مثل قرود الكبوشي على سبيل المثال .
ومع ذلك، حتى بدون القدرة على اختبار ما إذا كان الأعضاء الأوائل من البشراناوية (مثل هومو إركتوس (الإنسان المنتصب) أو هومو نيادرتال أو حتى أسترالوبيثيسينيس) لديهم نظرية ذهنية، فمن الصعب تجاهل أوجه التشابه التي نراها في أبناء عمومتهم الأحياء. لقد أظهر إنسان الغاب تطورًا ثقافيًا مشابهًا لثقافة الشمبانزي،  وبعض يقول أن إنسان الغاب قد يلبي أيضًا تلك المعايير لمفهوم نظرية العقل . تكتسب هذه المناقشات العلمية أهمية سياسية لمناصري شخصية القردة العليا.

## السلوك

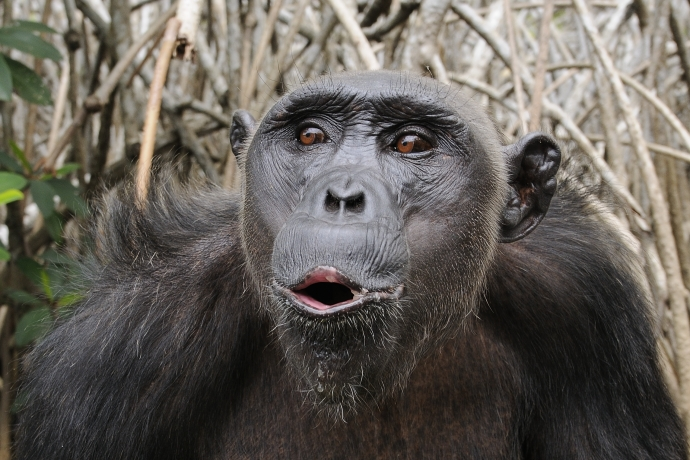
شمبانزي شائع.

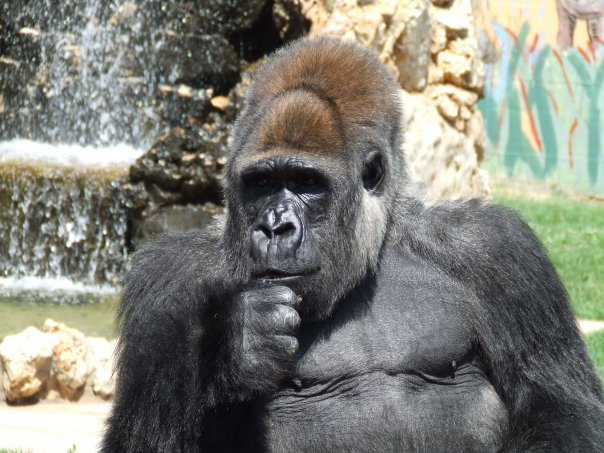
غوريلا.

على الرغم من أن معظم الأنواع الحية في الغالب رباعي الأرجل، إلا أنها جميعًا قادرة على استخدام أيديها لجمع الطعام أو مواد التعشيش، وفي بعض الحالات، لاستخدام الأدوات.  يبنون منصات نوم معقدة، تسمى أيضًا الأعشاش، في الأشجار للنوم ليلًا، لكن الشمبانزي والغوريلا تبني أيضًا أعشاشًا أرضية، ويمكن للغوريلا أيضًا أن تنام على الأرض العارية.
جميع الأنواع آكلة اللحوم،  ولكن الشمبانزي وإنسان الغاب يأكلان الفاكهة في المقام الأول. عندما تنقص الغوريلا من الفاكهة في أوقات معينة من السنة أو في مناطق معينة، فإنها تلجأ إلى أكل البراعم والأوراق ، غالبًا من الخيزران، وهو نوع من العشب. تمتلك الغوريلا تكيفات شديدة لمضغ وهضم مثل هذه الأعلاف منخفضة الجودة، لكنها لا تزال تفضل الفاكهة عندما تكون متاحة، وغالبًا ما تبتعد عن طريقها لأميال للعثور على ثمار مفضلة بشكل خاص. منذ ثورة العصر الحجري الحديث، يستهلك البشر في الغالب الحبوب والأطعمة النشوية الأخرى، بما في ذلك الأطعمة المصنعة بشكل متزايد، بالإضافة إلى العديد من النباتات المدجنة الأخرى (بما في ذلك الفاكهة) واللحوم .
يستمر الحمل في القردة العليا من 8 إلى 9 أشهر، وينتج عنه ولادة نسل واحد، أو نادرًا، توائم. يولد الصغار بلا حول ولا قوة، ويحتاجون إلى رعاية لفترات طويلة من الزمن. بالمقارنة مع معظم الثدييات الأخرى ، تتمتع القردة العليا بفترة مراهقة طويلة بشكل ملحوظ، ولم يتم فطامها لعدة سنوات، ولم تصبح ناضجة تمامًا لمدة ثمانية إلى ثلاثة عشر عامًا في معظم الأنواع (أطول في إنسان الغاب والبشر). نتيجة لذلك ، تلد الإناث عادة مرة واحدة كل بضع سنوات. لا يوجد موسم تكاثر مميز.

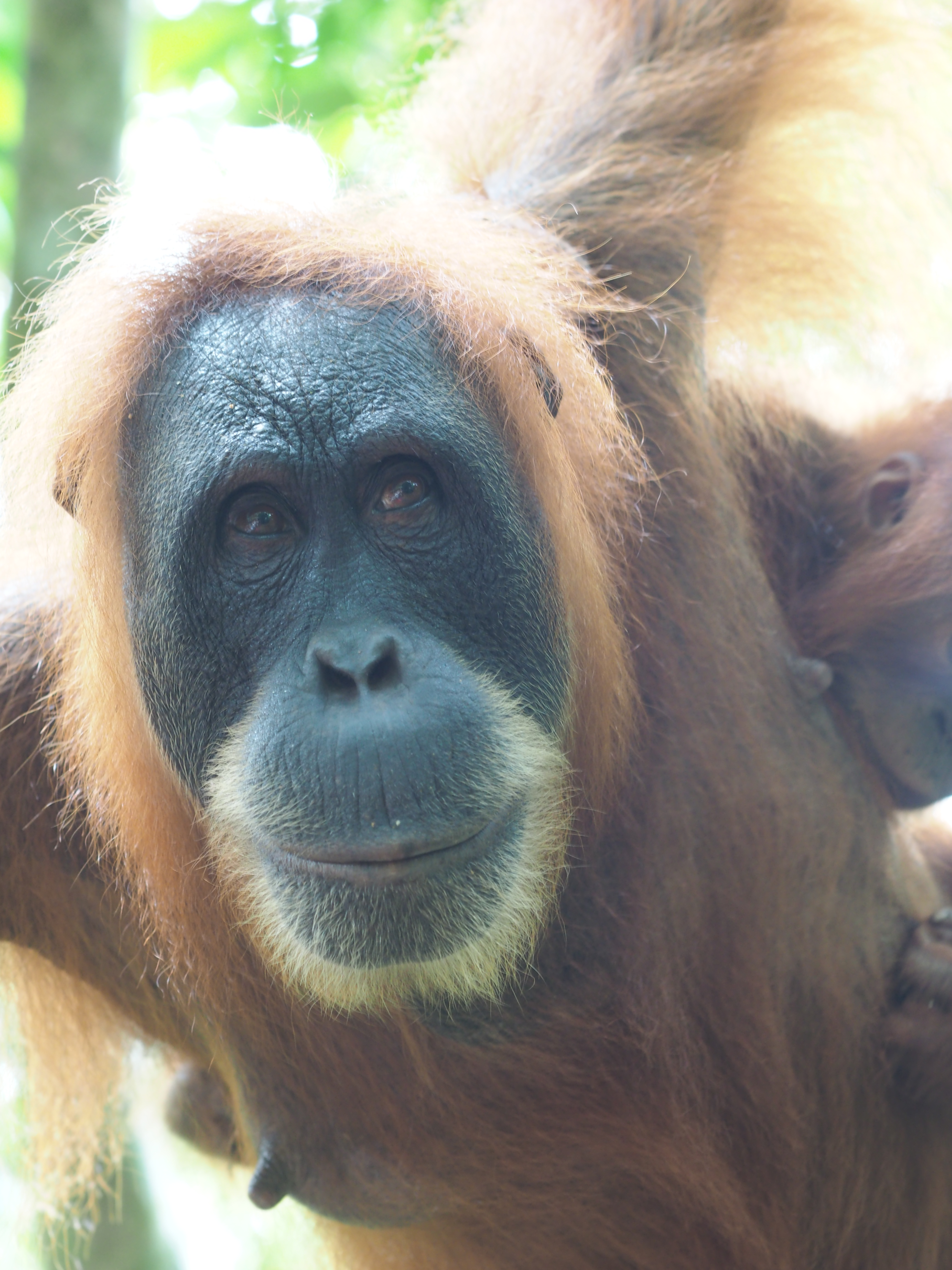
إنسان الغاب.

تعيش الغوريلا والشمبانزي في مجموعات عائلية من خمسة إلى عشرة أفراد، على الرغم من ملاحظة مجموعات أكبر بكثير في بعض الأحيان. تعيش الشمبانزي في مجموعات أكبر تنقسم إلى مجموعات أصغر عندما تصبح الفاكهة أقل توفرًا. عندما تنطلق مجموعات صغيرة من إناث الشمبانزي في اتجاهات منفصلة للبحث عن الفاكهة ، فإن الذكور المسيطرين لم يعد بإمكانهم السيطرة عليهم وغالبًا ما تتزاوج الإناث مع ذكور مرؤوسين آخرين. في المقابل ، تبقى مجموعات الغوريلا معًا بغض النظر عن توافر الفاكهة. عندما يصعب العثور على الفاكهة ، يلجأون إلى أكل الأوراق والبراعم. لأن مجموعات الغوريلا تبقى معًا ، فإن الذكر قادر على احتكار الإناث في مجموعته. ترتبط هذه الحقيقة بإزدواج الشكل الجنسي الأكبر للغوريلا مقارنةً بالشمبانزي. إنه، الفرق في الحجم بين الغوريلا الذكور والإناث أكبر بكثير من الفرق بين ذكور وإناث الشمبانزي. وهذا يمكّن ذكور الغوريلا من السيطرة الجسدية على إناث الغوريلا بسهولة أكبر. في كل من الشمبانزي والغوريلا، تضم المجموعات ذكرًا مهيمنًا واحدًا على الأقل ، ويغادر الشباب الذكور المجموعة عند النضج.

## الوضع القانوني
نظراً للعلاقة الوراثية الوثيقة بين البشر وغيرهم من القردة العليا فإن بعض منظمات حقوق الحيوان مثل مشروع القردة العليا بأن القردة العليا غير البشرية هم أشخاص ويجب منحهم حقوق الإنسان الرئيسية. فرضت بعض الدول حظراً على الأبحاث لحماية القردة العليا من أي نوع من الاختبارات العلمية.
في 25 يونيو من عام 2008 أيد البرلمان الإسباني قانون جديد يجعل من «الإبقاء على القرود للسيرك أو الإعلانات التلفزيونية أو التصوير» غير قانوني.
في 8 سبتمبر من عام 2010 حظر الاتحاد الأوروبي إجراء الاختبارات على القردة العليا. تهتم منظمات الحفاظ علي البيئة برعاية القردة العليا المهددة بالأنقراض كإنسان الغاب بأنواعه.

## وصلات خارجية
- اصل الجنس البشري من مجلة العلوم الأمريكية - النسخة العربية
- دور النظام الغذائي في التطور البشري من مجلة العلوم الأمريكية - النسخة العربية
- مستحاثات بشرية من أفريقيا ترجع إلى نحو أربعة ملايين سنة من مجلة العلوم الأمريكية - النسخة العربية
- Additional information on great apes
- NPR News: Toumaï the Human Ancestor
- Hominid Species at talkorigins.org
- For more details on Hominid species, including excellent photos of fossil hominids
- New Scientist 19 May 2003 - Chimps are human, gene study implies
- Scientific American Magazine (April 2006 Issue) Why Are Some Animals So Smart?